# Un amor pendiente
Un amor pendiente es un disco de la agrupación de Los Cardencheros de Sapioriz, producido en el 2015. Forma parte de una de las pocas grabaciones del género de Canto Cardenche, del desierto de Durango, México.

## Producción
Los cardencheros de Sapioriz son el último grupo que forma parte de una tradición musical del estado de Durango y que proviene del siglo XIX, denominada Canto Cardenche, que son interpretaciones de canciones A capela, con armonía de voces y sin el acompañamiento de instrumentos musicales. Este género forma parte del mapa de música tradicional mexicana.
En este álbum, sus miembros, Fidel Elizalde, Antonio Valles, Guadalupe Salazar e Higinio Chavarría, interpretan canciones tradicionales de amor, desesperación y sobre la vida en el campo.
Este disco, producido por Todd Clouser, es un esfuerzo para recuperar y promover una tradición musical en peligro de extinción y pretende mostrar la experiencia del canto cadenche. "Al escucharlo genera a sensación de pena y nostalgia de algún amor imposible o perdido. Así, es capaz de transportarnos a los paisajes desérticos donde fueron compuestas estas piezas." Los campesinos de la región, en las tardes después de trabajar, se reunían a cantar de canciones para expresar sus penas y problemas cotidianos. 
Fidel Elizalde explica que el Canto cardenche toma su nombre de una cactácea que crece su región: 

«El canto cardenche se le puso su nombre por una cactácea que se encuentra en las partes desérticas del estado de Durango, Coahuila, Chihuahua y Zacatecas. Es una cactácea que da una espina muy venenosa que cuando logra introducirse en la carne de alguien, de alguna persona, entra con mucha facilidad, pero duele mucho, duele de veras. Entonces esa espina tiene una 'peliculita', como un anzuelo, cuando entra, entra con facilidad y para salir, desgarra y duele. Entonces, nos dicen que es como el amor. La canción cardenche es de amor y de desprecio. Y nos dicen que el amor entra con facilidad y cuando sale, pues también duele. Por eso se le puso canción cardenche».
Fidel Elizalde, en la pista "Breve historia del canto cardenche" incluida en el álbum.

### Composición
Las canciones que componen el disco son interpretaciones de canciones populares que se han transmitido oralmente dentro de la comunidad de Sapioriz, Durango.

## Lista de canciones
| Un Amor Pendiente |                                      |          |  |
| N.º               | Título                               | Duración |  |
| 1.                | «Presentación»                       | 00:33    |  |
| 2.                | «A las 2 de la mañana»               | 02:21    |  |
| 3.                | «Hasta aquí llegó lo bueno»          | 02:21    |  |
| 4.                | «Prisionero»                         | 02:28    |  |
| 5.                | «Los horizontes»                     | 02:26    |  |
| 6.                | «Ya me voy a mmorir a los desiertos» | 02:05    |  |
| 7.                | «Presentando a Higinio»              | 00:11    |  |
| 8.                | «Al pie de un verde maguey»          | 02:49    |  |
| 9.                | «Despedida»                          | 00:19    |  |
| 10.               | «Ya me voy amigos míos»              | 02:58    |  |
| 11.               | «Breve historia del cardenche»       | 05:47    |  |
| 12.               | «Las golondrinas»                    | 04:57    |  |
| 13.               | «Al pie de un árbol»                 | 02:49    |  |
| 14.               | «Salí de México»                     | 02:29    |  |
| 15.               | «Una manera muy transparente»        | 02:53    |  |
| 16.               | «La luna redonda»                    | 03:37    |  |
| 42:47             |                                      |          |  |

## Músicos principales
- Don Fidel Elizalde
- Don Antonio Valles
- Don Guadalupe Salazar
- Higinio Chavarría

### Músicos invitados
- Iraida Noriega voz en "Una mañana muy transparente"
- Alex Mercado piano en "Las glondrinas"
- Todd Clouser, Los Acardenchados y Aarón Cruz (músico)
- Juan Pablo Villa en "Al pie de un árbol"